# Naučná stezka Hádecké lomy a okolí
Naučná stezka Hádecké lomy a okolí je okružní naučná stezka na severovýchodním okraji Brna, mezi Maloměřicemi a Líšní. Byla vybudována v roce 2014 v rámci dotačního programu Blíž k přírodě, jejím autorem a správcem je Pozemkový spolek Hády, který pečuje o zdejší chráněná území.
Účelem stezky je provést návštěvníky bývalými lomy na jihozápadním svahu masivu Hády a seznámit je se zdejší historií a přírodními hodnotami. Kopec Hády (424 m n. m.) na okraji Brna je dobře známý a viditelný z širokého okolí díky vysílači, který stojí na jeho vrcholu, a rozsáhlému etážovému vápencovému lomu, v němž těžba skončila v 90. letech. Území se po zpřístupnění stalo populární brněnskou rekreační lokalitou, lákající zejména na dramatický „skalnatý“ reliéf a daleký rozhled.
V jámových lomech se těžil vápenec od začátku 20. století, nejdříve na západě v části zvané Džungle, později v Růženině lomu. Oba lomy byly kolem roku 1960 propojeny velkým etážovým lomem. Těžit se zde přestalo v roce 1997. Těžba výrazně změnila nejen reliéf krajiny, ale postupně i živou přírodu. Zachovalé bezprostřední okolí lomu je zvláště chráněno (NPR Hádecká planinka, PP Kavky, PP Velká Klajdovka), ale i samotný opuštěný lom se navzdory své historii stal přírodně cennou druhově bohatou lokalitou s velkou koncentrací chráněných rostlin a živočichů. Celá oblast je proto zahrnuta do evropsky významné lokality Jižní svahy Hádů.

## Popis trasy
Okruh naučné stezky dlouhý 2,2 km provede návštěvníky skrz lom a pod ním oklikou zpět. Stezka má osm zastavení s informačními panely. První zastavení je vzdálené asi 400 m od parkoviště nad hotelem Velká Klajdovka a je dobře dostupné po silničce od tohoto parkoviště. Trasa naučné stezky vede po rozličných površích od široké asfaltové cesty přes kamenitou plošinu až po prudké úzké pěšiny se schody, které není snadné zdolat např. s kočárkem. Vede z horní etáže až na úroveň Růženina lomu, a pak se zase šplhá zpět; převýšení mezi nejvyšším a nejnižším bodem trasy je skoro 100 m. Z okruhu lze ale sejít i jinde než na začátku, případně je možné projít horní a dolní část stezky odděleně.

## Osm zastavení stezky
1. Vápenec na Hádech – návštěvníci se dozví, co je to vápenec, jak vzniká, kdy vznikl na Hádech a k čemu je dobrý, i informace o dlouhé historii těžby vápence v této oblasti.
2. Vyhlídka na Brno a okolí – u panoramatického panelu lze přehlédnout krajinu od Brna na jih až do Rakouska. Za optimální viditelnosti je možné vidět siluetu Alp a nejvyšší vrchol v této oblasti, Schneeberg.
3. Rostliny v lomech – opuštěný lom je velmi pestrým prostředím, kde žijí druhy rostlin, které se sem mohou v krátké době dostat a přežijí nehostinné podmínky jako sucho, slunce, velké výkyvy teplot a nedostatek živin. Dokáže to i spousta vzácných rostlin.
4. Lom Džungle, Těžba na Hádech (dvojpanel) – seznámení s historií těžby a s prací místní organizace ČSOP, která v opuštěném a částečně zavezeném lomu Džungle vybudovala ekocentrum a minizoo (alpaky, ovce, kozy, králíci) se zázemím pro environmentální výchovu.
5. Živočichové v lomech – představení rozmanitých živočichů osídlujících těžební krajinu (ještěrky, vážky, motýli aj.) včetně popisu, jak rychle se příroda mění bez zásahů lidí.
6. Proměny krajiny – krajina Hádů se za poslední století změnila k nepoznání. Dříve bezlesé části kopce změnila těžba vápence a posléze sama vegetace.
7. Stratigrafický sloup – kamenná, 2 m vysoká zídka. Sloup je složený ze všech hornin, které se na Hádech vyskytují a to v pořadí, jak se postupně usazovaly.
8. Růženin lom – opuštěný jámový lom, jehož východní část zaplavuje silný pramen, který tu vytvořil jezírka. Díky šetrné rekultivaci koncem 90. let 20. století a další průběžné údržbě zde roste a žije velké množství rostlin a živočichů, mnohé velmi vzácné a v Česku ojedinělé.

## Galerie

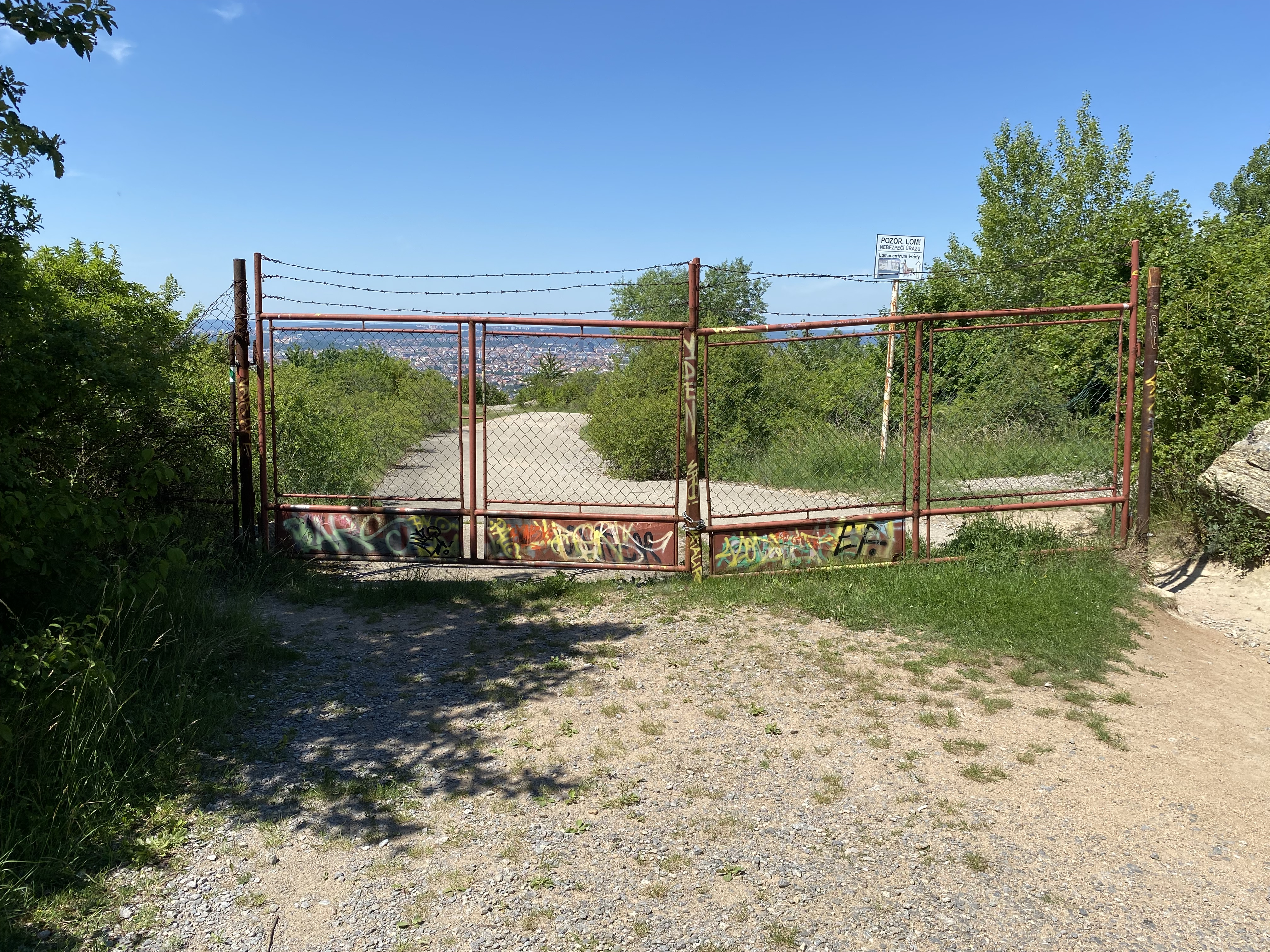
Původní horní brána etážového lomu, začátek stezky
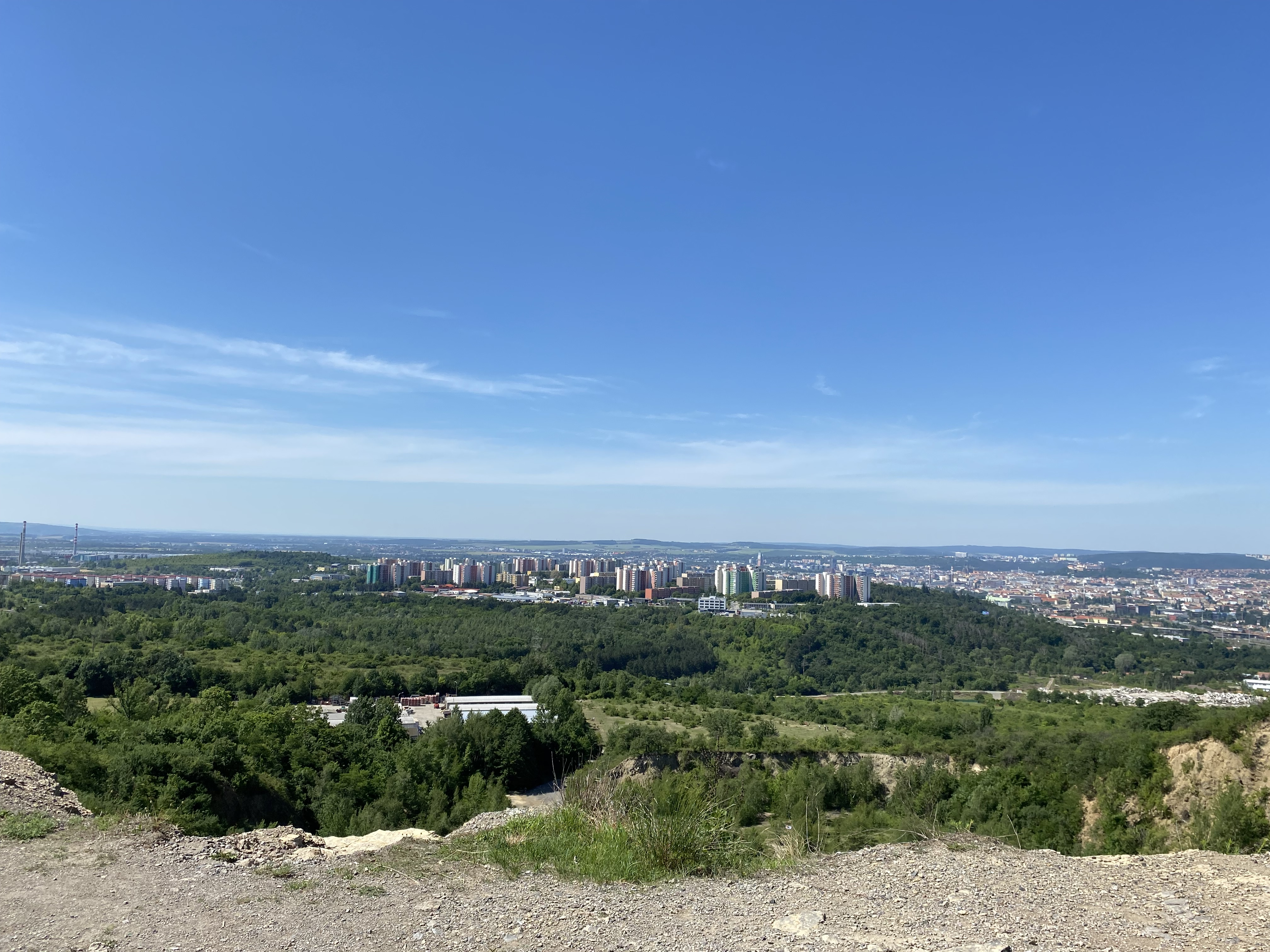
Pohled na Brno z etážového lomu
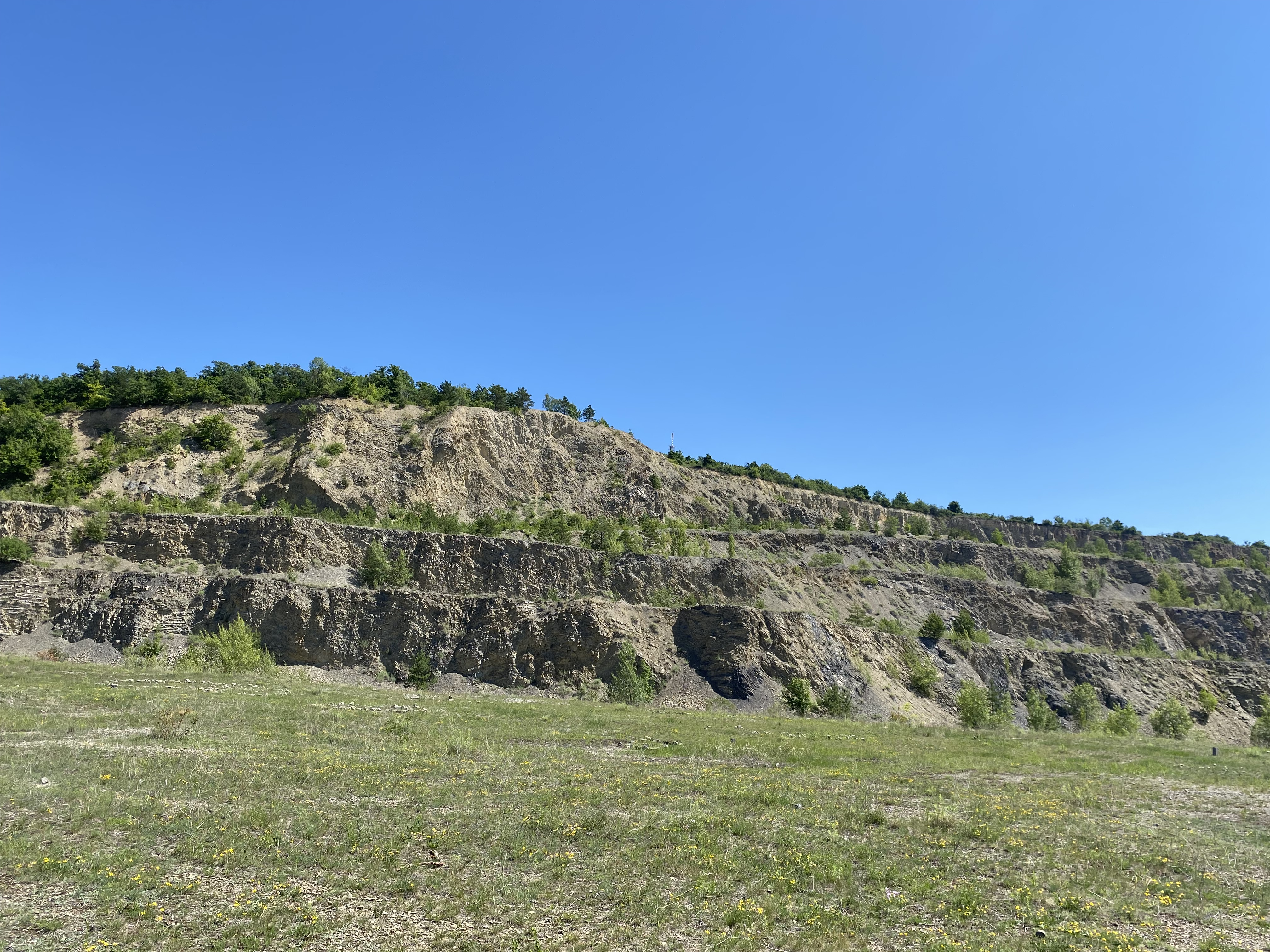
Pohled do etážového lomu
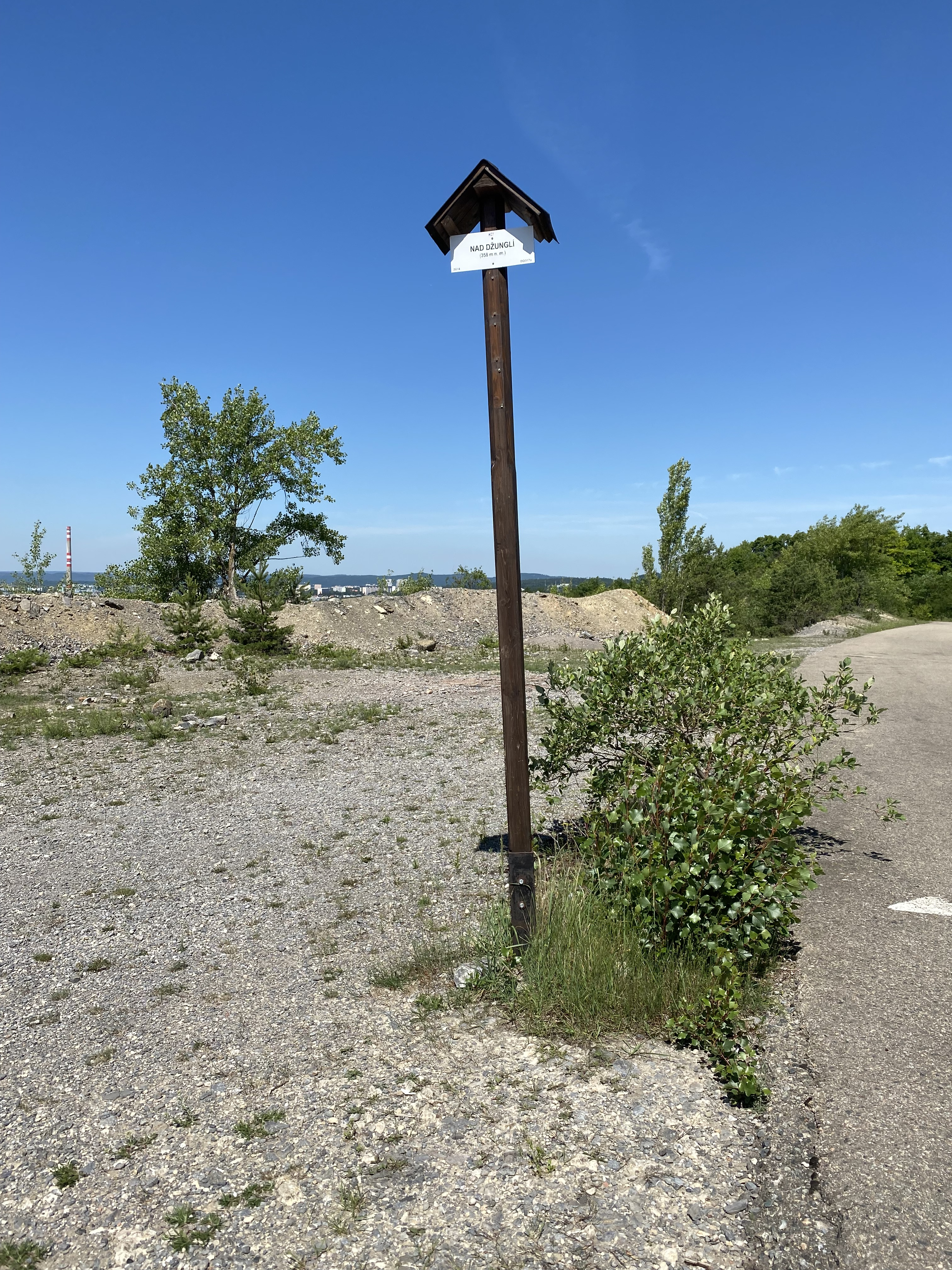
Rozcestník „Nad Džunglí“ (toho času poškozený)
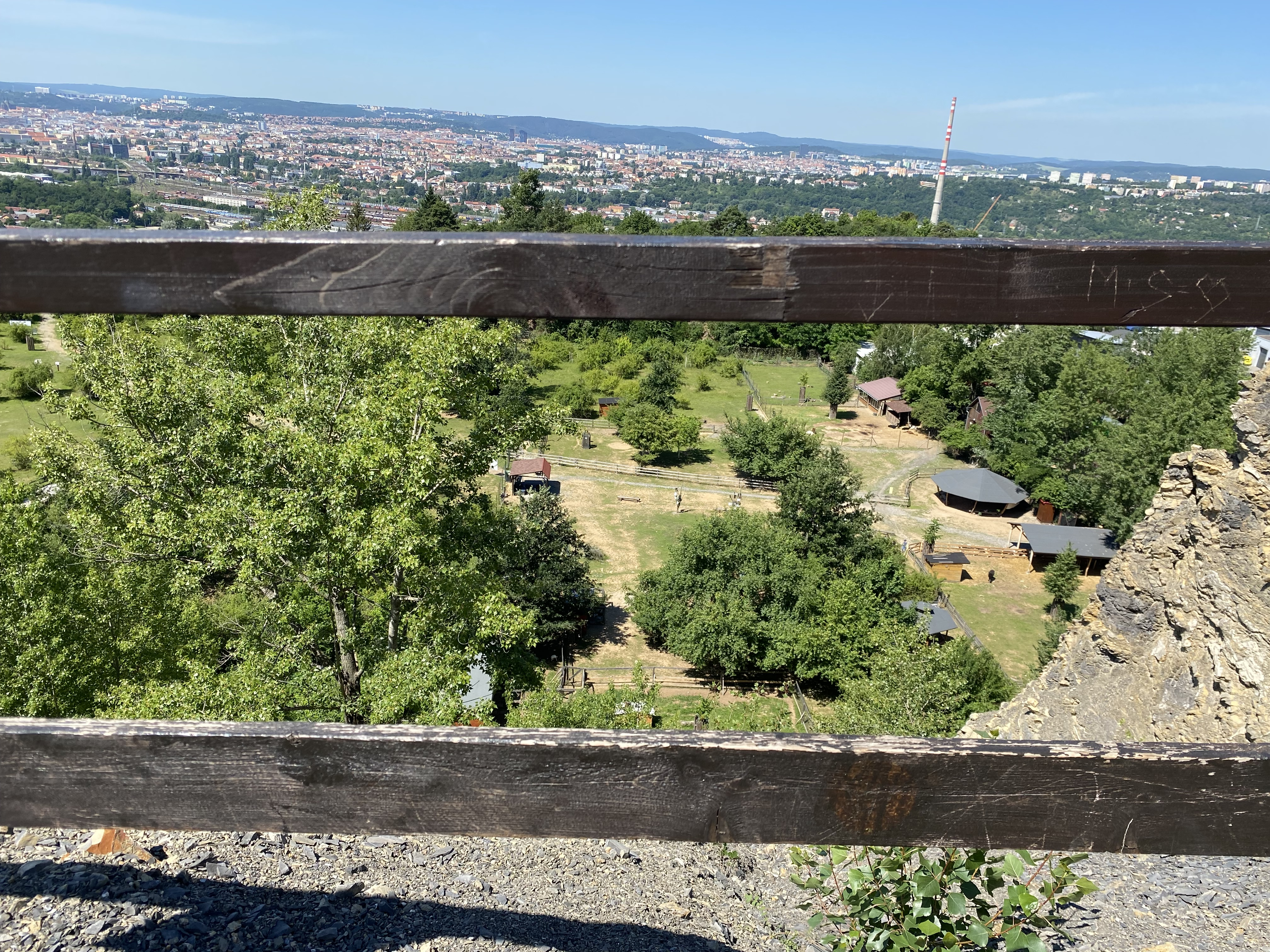
Vyhlídka na Brno nad bývalým lomem Džungle (dnes ekocentrum)
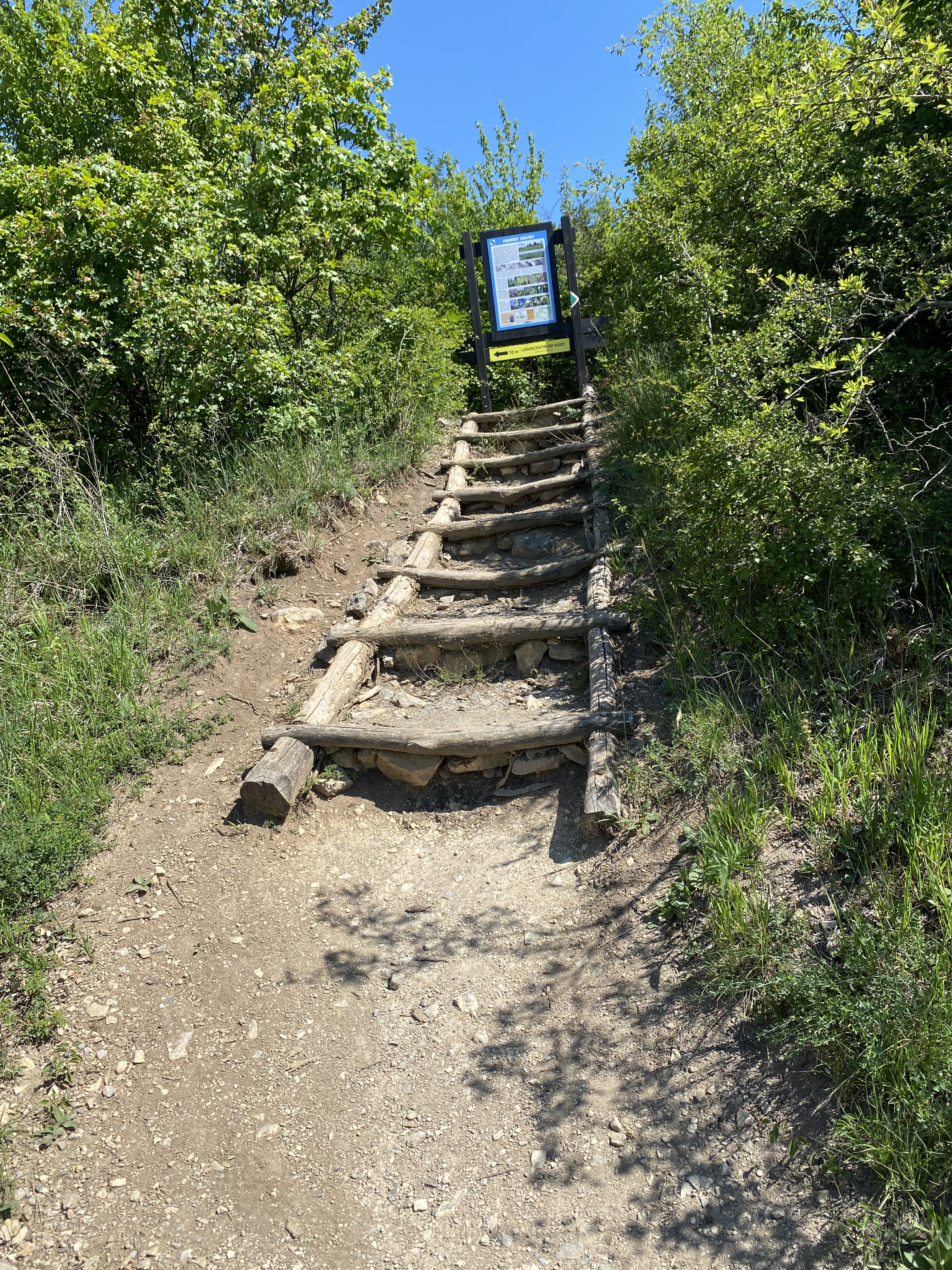
Zpevněné schody na NS
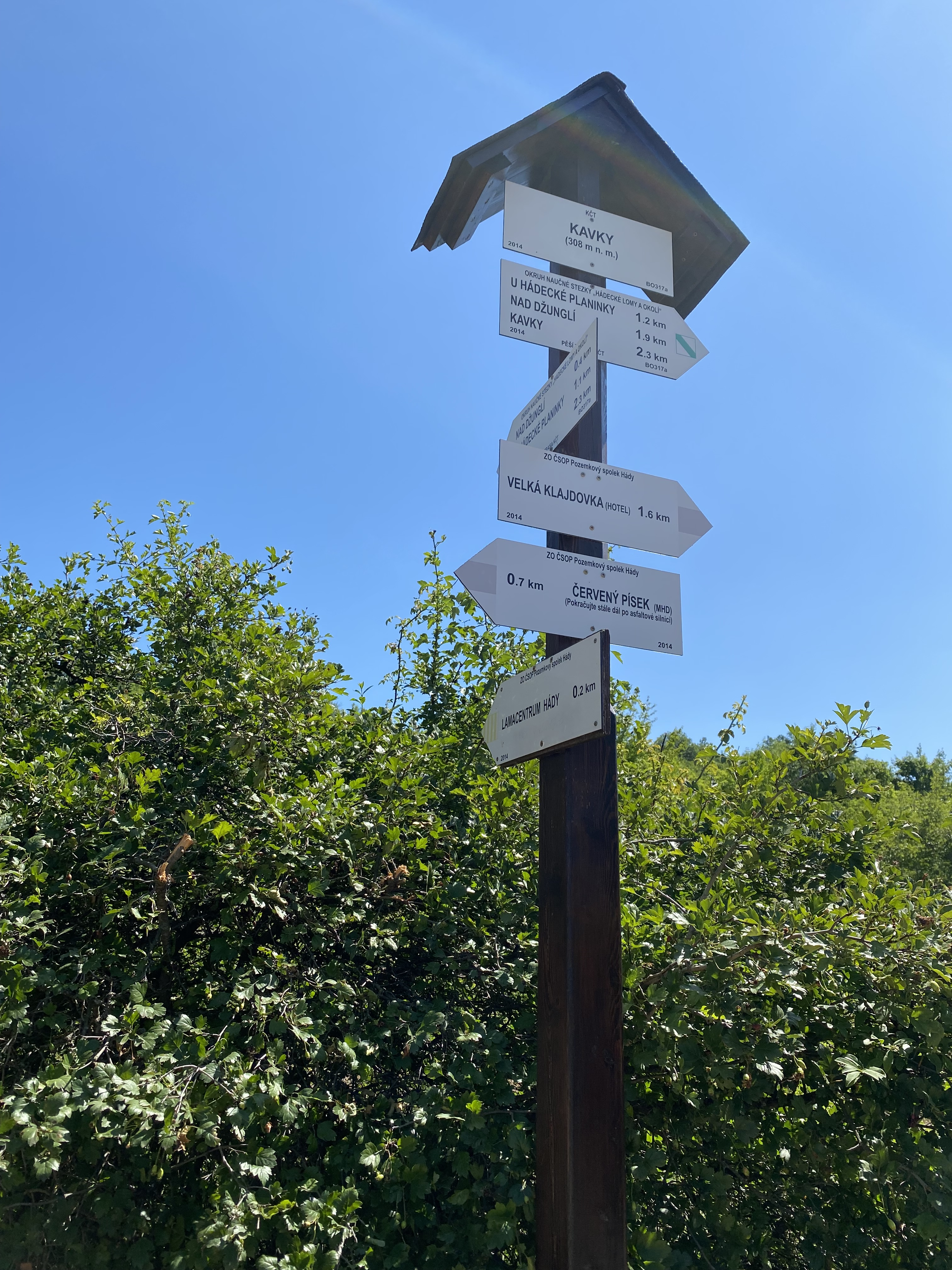
Rozcestník „Kavky“, alternativní výchozí bod
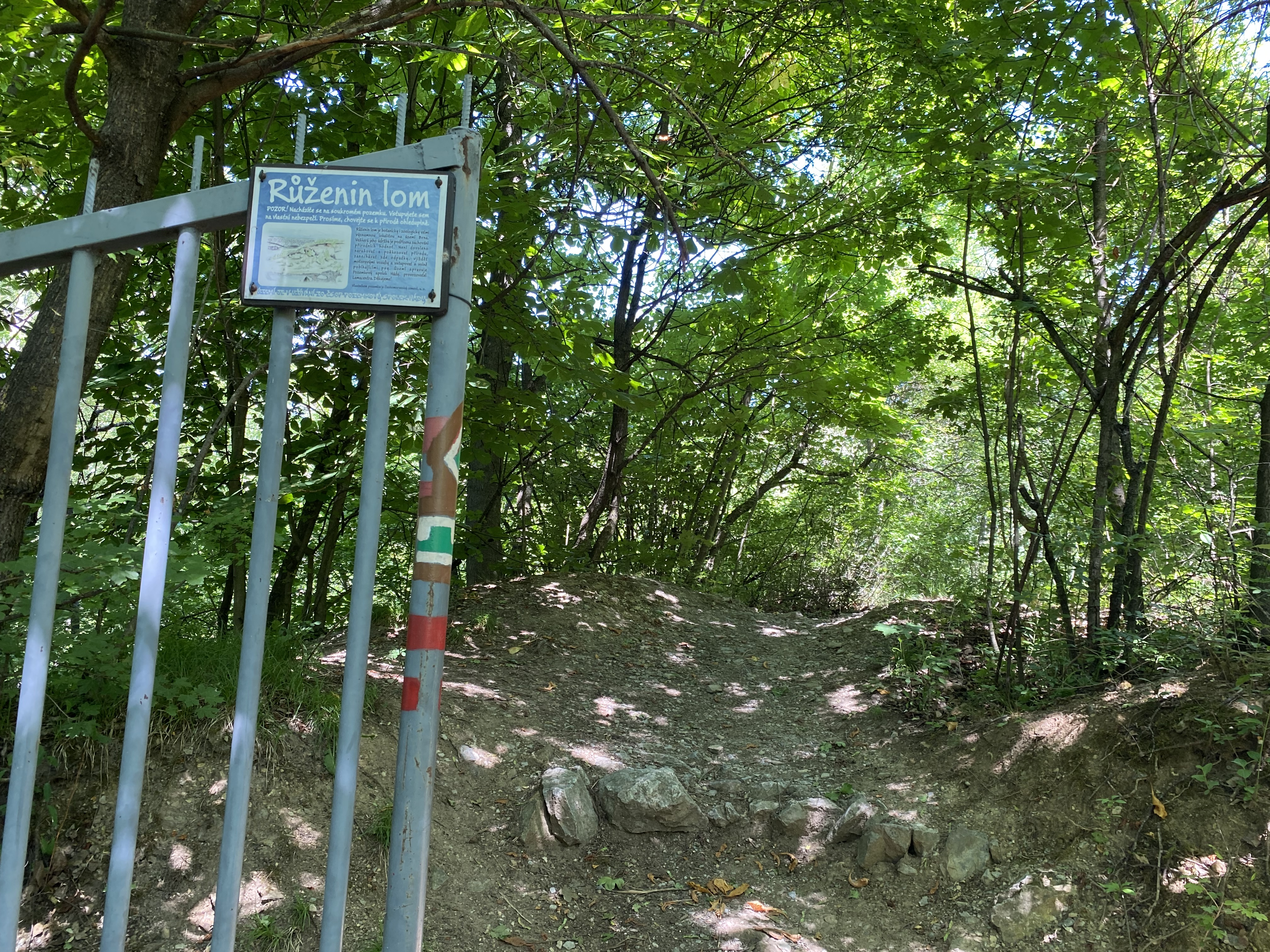
Vstup do Růženina lomu
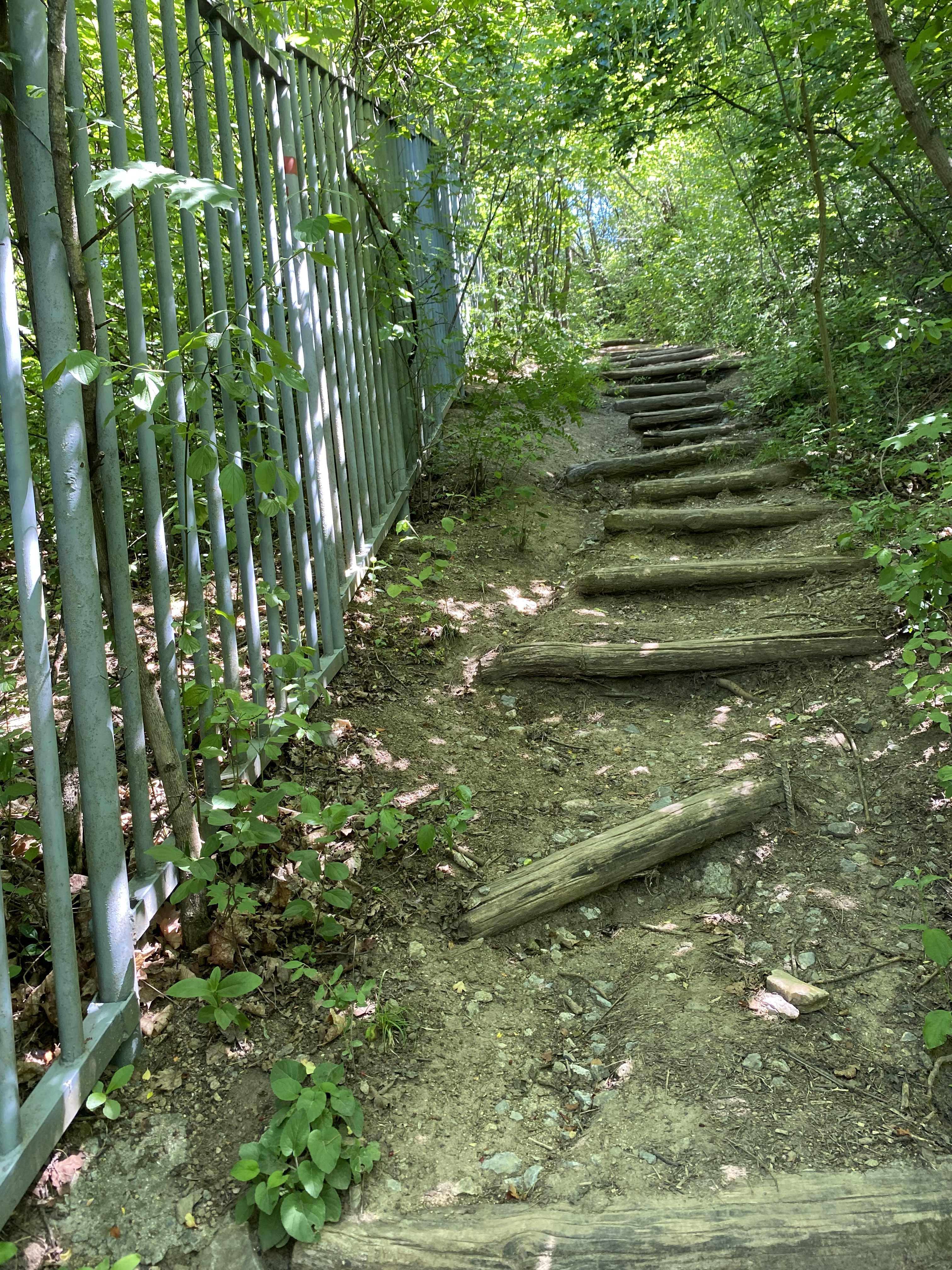
Cesta vzhůru kolem Růženina lomu